# Норвешка кампања
Норвешки фронт је отворен инвазијом Немачке на Норвешку 9. априла 1940. године. Окупација Норвешке се завршила се 8. маја 1945. после капитулације немачке војске у Европи. Током овог периода, Норвешка је била окупирана од стране Вермахта. Цивилну власт је водила Рајскоманда Норвешке, која је представљала колаборационистичку власт и квислиншки режим. За то време норвешки краљ и влада су вршили своју дужност у егзилу у Лондону.

### Позадина
Пошто је задржала неутралност у Првом светском рату, Норвешка спољна и војна политика су највише зависиле од три фактора:
- Мере штедње, које су биле промовисане од стране конзервативних партија
- Пацифизам, кога је промовисала Норвешка радничка партија
- Доктрина одржања неутралности, изграђена на претпоставци да неће бити потребе да се Норвешка уводи у рат, ако остане неутрална.[тражи се извор]

## Предратни односи са Уједињеним Краљевством
Иако је неутралност остала приоритет све док инвазија већ није остварена, опште позната чињеница у Норвешкој власти је била да се не треба заратити са Уједињеним Краљевством. Већ од 1939. је постојао осећај да Норвешка треба да се припреми, и то не само за одбрану своје неутралности, већ и своје слободе. У периоду између септембра 1939. и априла 1940. се доста тога урадило на повећању борбене готовости Норвешке. Она је успела да издејствује два добра трговинска споразума, са Уједињеним Краљевством и са Немачком, али је било очигледно да је свака страна хтела да спречи ону другу да приђе Норвешкој.
Норвешка влада је вршила притисак на Уједињено Краљевство да користи све веће конвоје приликом превоза робе ка Норвешкој, и то са ниским таксама. Такође су били спремни да уведу трговински ембарго Немачкој. Током априла и маја 1940. Велика Британија је имала планове за напад на Шведску, најпре да би уништила руднике гвожђа на северу земље. Тиме су се надали да ће отворити нови фронт на југу Шведске, чиме би Немачку одвукли од Норвешке.

### Немачка инвазија
Из бојазни од заштите Норвешке од стране Уједињеног Краљевства и Француске, Немачка је извршила инвазију на Норвешку из више разлога:
- из стратешких разлога: луке које нису оковане ледом, чиме би имали могућност да контролишу Северни Атлантик;
- да обезбеде руднике гвожђа на северу Шведске;
- тиме би предухитрили Француску и Уједињено Краљевство у истом циљу; и
- да повећају пропаганду у погледу Немачке империје;

Норвешке власти нису довољно водиле рачуна о развоју Оружаних снага, што је оставило Норвешку мање-више неприпремљену за ваздушно-поморску инвазију. Почетне Немачке снаге су бројале 10.000 војника, али је то из већ наведених разлога било довољно за почетни успех инвазије. Једна падобранска бригада је била довољна да заузме аеродроме у Ослу. Сви утврђени положаји Норвешке војске су убрзо освојени. Није прошло много до тренутка када је Немачка војска, уз звуке Војног оркестра, умарширала у Осло.
Након тога, Немачка војска се сконцентрисала на освајања осталог дела Норвешке. Савезничке снаге су више пута организовале контраофанзиве, али су сваки пут били неуспешни. Мобилизација је била лоше организована од стране владе, што је био један од разлога млаког отпора Норвешке војске. Поред млаког војног отпора, то је било било довољно да се Краљевска породица и влада успешно пребаце у Лондон.
Савезничке снаге су се искрцале у Нарвику 14. априла, а убрзо и у Намсосу и Андалснесу. План је био да се Трондхејм нападне са севера и југа. Убрзо су ови удари одбијени и већи део савезничке војске се повукао. После ове битке, Британци су вршили ваздушне ударе на Немачку војску, где су имали и одређених успеха. Али после почетка офанзиве на Француску, више нису имали могућности за вршење операција на територији Норвешке.
Хитлер је у Норвешкој током целог рата распоредио 300.000 војника, чиме је обезбедио стабилан прилив гвожђа, као и стратешке базе за ваздушне нападе на Британију.

## Немачко политичко и војно руководство
Пре саме инвазије, Видкун Квислинг, председник Норвешке Нацистичке партије, је убеђивао Хитлера да ће организовати владу која ће подржавати немачку власт. Њему се није свидела та идеја. Међутим, када је видео да се Норвешки парламент неће предати, понудио је Квислингу могућност да организује владу. Администрацију је водио Инголф Елстер Кристенсен.
Међутим, кад су Нацисти видели да Квислинг не може да оствари већу подршку у народу, власт је предата Норвешкој Рајскоманди и рајхкомесару Јозеф Тербовен 20. септембра 1940. године.
Квислинг је враћен на место председника окупационе владе 20. фебруара 1942. , мада је Тербовен и даље користио насиље за остваривање политичких циљева. Квислинг је мислио да ако буде одржао економску стабилност земље и ако буде успео да одржи коректну сарадњу између норвешког народа и окупационе Немачке војске, на крају придобити поверење свог народа.
Копнена војска и Луфтвафе су током целог периода окупације остали под командом Вермахта.
Норвешка је била веома добро брањена током рата - однос војника и становника је био један на према осам. И поред тога, сви војници су били срећни јер су били на мирнијој територији, у поређењу са ратним дешавањима на Источном фронту.
У Норвешкој је било смештено око 6.000 припадника СС јединица, предвођених високим официром СС-а, Вилхелмом Редиесом.

## Холокауст и депортација Јевреја
У Норвешкој је живело најмање 2,173 Јевреја. Најмање 775 је ухапшено, задржано или депортовано. 742 је убијено у концентрационим логорима, док је 23 убијено на други начин или су извршили самоубиство.

## Покрет отпора
Многи Норвежани су узели учешће у пружању отпора окупатору, док су многи други подржавали такве активности. Многи су вршили радње цивилне непослушности, а други су учествовали у пасивном отпору против окупатора. Временом се организовао покрет - Милорг, који је до краја рата бројао око 40.000 људи, који су помогли у смени власти 1945. године.
Током трајања рата, око 80.000 људи је пребегло у Уједињено Краљевство, где је до краја рата око 28.000 људи било на ратним списковима.

## Савезничке акције у Норвешкој
Током рата, Савезнички планери су организовали низ саботажа и напада на територији Норвешке, са циљем онеспособљавања Немачких војних и научних капацитета. Најзначајнија акција је била онеспособљавање Немачког пројекта нуклеарне енергије.

## Рат у Лапонији, Совјетска офанзива и повлачење Немачке армије
Када је почело повлачење немачке војске из Лапоније, било је планирано да се задрже веома битни рудници никла у околини Петсама. Али због тока ствари, Немачка војска је морала да се прегрупише око градова Лингена и Скиботна. Тиме је почела нова операција - Operation Nordlicht(северна Светлост), која је на крају представљала логистичку грешку. Циљ те операције је био да се униште сви објекти који су имали било какав значај.
Немачке јединице су наставиле да користе стратегију спаљене земље, иако су им Совјетске снаге бивале све ближе. Као резултат стратегије спаљена земља, град Киркенес је практично спаљен пре него што је Немачка војска успела да се повуче из њега. Немци су одлучили да им не оставе ништа корисно.
Следећих дана је настављена борба са Совјетима, у насељима западно од Киркенеса. 6. СС брдска дивизија Север је пружала одступницу осталим немачким јединицама, док нису стигли до Танафјорда -фјорда у Финској. Тамо је стигла 6. новембра, када је био и последњи контакт са Совјетским јединицама.

## Норвешка војска у азилу ослобађаФинмарк
25. октобра 1944. године, Норвешка војска у Британији је добила наређење да се прикључи Совјетској војсци у Мурманску и да онда заједно уђу у Норвешку. Норвешке јединице су преузеле фронтовске положаје. Било је неопходно послати извиђачке патроле, да би се видело шта Немци планирају, и да ли је становништво са те територије евакуисано. Извиђачи су сазнали да се Немци повлаче и за собом остављају подводне мине и друге врсте замки.
Ситуација је остала оваква до краја 1944. године, када су Норвешке јединице преузеле контролу на територијама које су напустили Немци. Уз помоћ локалног становништва су одбијали повремене нападе из ваздуха, са воде и копна. 26. априла 1945. Норвешка команда је послала обавештење да је Финмарк ослобођен.

### Немачка капитулација и ослобођење
Како се ближио крај рата, Норвешки рајхкомесар Јозеф Требовен је планирао да Норвешка остане последњи бастион Трећег рајха и уточиште за Немачке вође. Генерал Франц Беме, командант Немачких снага у Норвешкој, је издао наређење - безусловна војна послушност.
После ослобођења Данске, 5. маја, генералу Бемеу је стигло наређење да се преда савезницима. То се десило 7. маја. То је био знак за 40.000 припадника организације Милорг да упадну у Краљевску палату и Главну полицијску станицу.
8. маја савезничка мисија је предочила захтеве за предају, који су прихваћени до вечерњих часова. У Норвешкој је тада било око 400.000 немачких војника, што је био велики број за државу која је имала око 3 милиона становника.
Норвешка влада у азилу је била замењена коалиционом владом, на челу са Ејнаром Герхардсеном. На јесен су одржани избори, на којим је победила његова Партија радника.
Током рата, 10,262 Норвежана су изгубила своје животе. Око 50.000 их је ухапшено, а око 9.000 послато у радне кампове ван Норвешке, као што је Концентрациони логор Штутхоф.

## Суђења за издају
Чак и пре краја рата се размишљало о судбини сарадника са окупатором. Неки су се слагали са политиком убијања преступника, док су они хладније главе били за склапање оптужнице и суђења оптуженима за издају. 37 људи је осуђено на смрт - 25 Норвежана због издаје, међу којима и Видкун Квислинг, и 12 Немаца због злочина против човечности.